# Überbrettl
L'Überbrettl est le premier cabaret allemand, fondé en 1901 par Ernst von Wolzogen.

## Histoire
Wolzogen pour la création de son cabaret, s'est inspiré du roman Stilpe d'Otto Julius Bierbaum publié en 1897. Wolzogen choisit le nom d'Überbrettl d'après son expérience à Munich, une allusion ironique à Friedrich Nietzsche et à son Übermenschen ("surhomme") alors que "Brettl" désigne des petits clubs de Tingeltangel (de).
Wolzogen ouvre l'Überbrettl le 18 janvier 1901 au Alexanderstraße 40 à côté de l'ancien commissariat central de Berlin, près de l'Alexanderplatz, à la place du Buntes Theater associé à la Berliner Secession. Le poète Detlev von Liliencron est le directeur artistique littéraire. Il choisit des pièces de Christian Morgenstern avec une parodie d'Alfred Kerr, de Bierbaum et Episode, pièce en un acte d'Arthur Schnitzler. Le directeur musical est Arnold Schönberg.
Encouragé par le succès retentissant de son cabaret, Ernst von Wolzogen déménage le cabaret au 68 Köpenicker Straße, conçue par l'architecte Jugendstil August Endell. Mais sa situation dans un quartier pauvre et la concurrence d'autres scènes qui se sont ouvertes en le prenant pour modèle conduisent Wolzogen à faire en 1902 de l'Überbrettl un cabaret comique, moins littéraire et intellectuel. Les costumes de cette époque sont d'Edmund Edel.
En 1909, la Scène populaire libre de Berlin (de) crée un autre établissement à la place.